# Salade niçoise

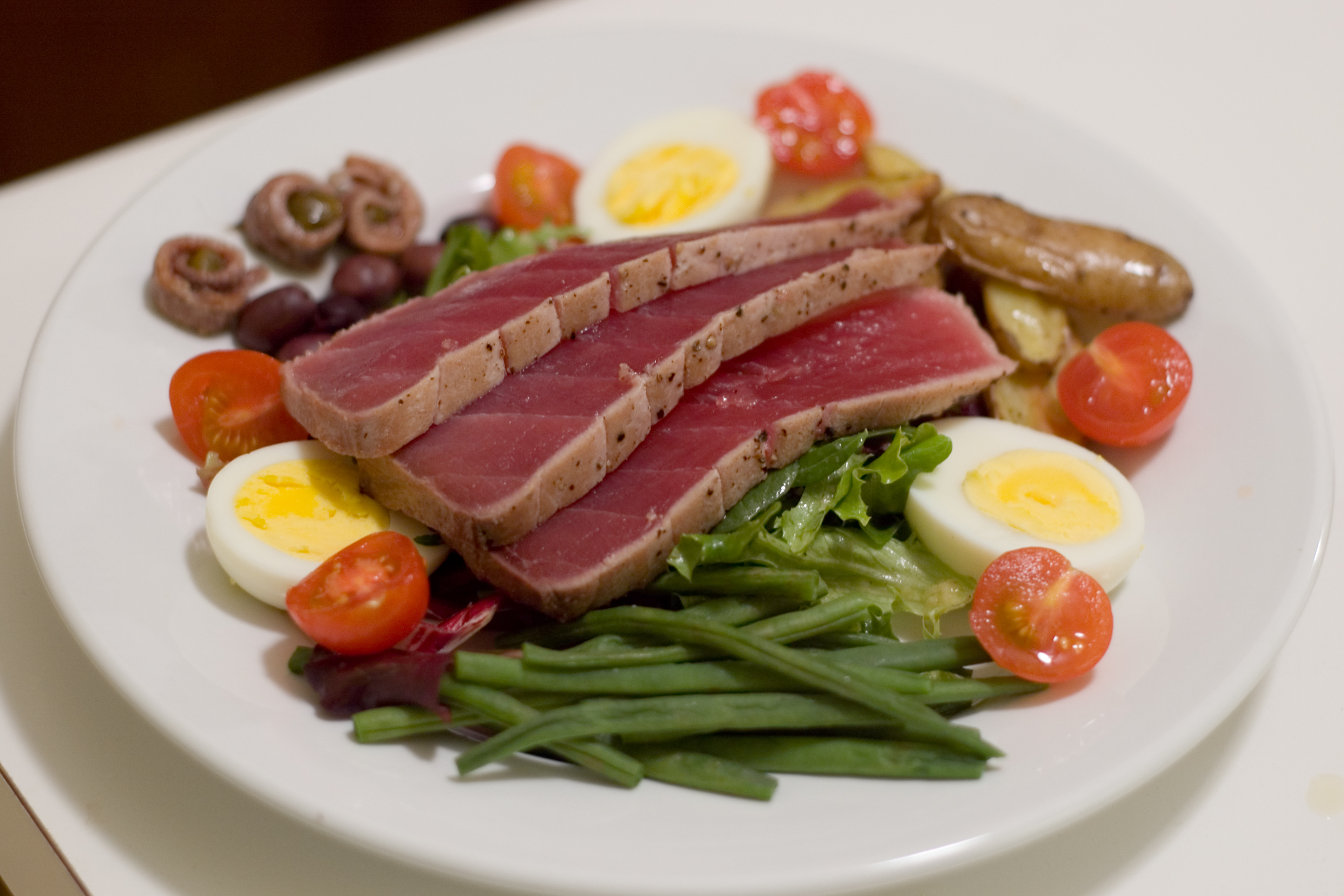
Een bord salade niçoise met tonijn.

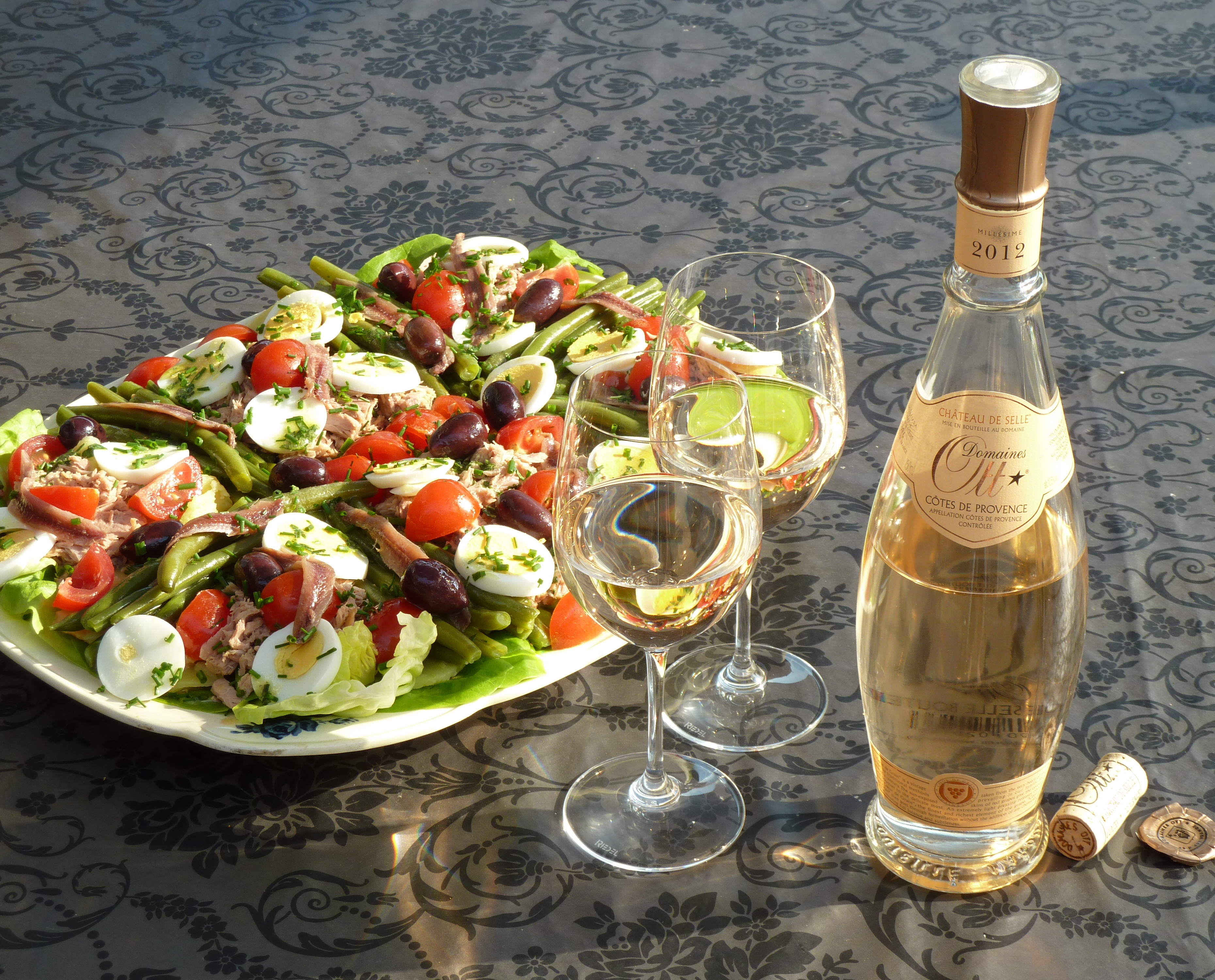
Salade niçoise met Provençaalse roséwijn.

De salade niçoise is een combinatie van vis, groente en ei. Het gerecht is genoemd naar de Franse stad Nice. Er bestaat geen uniek recept, er zijn allerlei varianten die allemaal salades niçoises zijn. Een aantal ingrediënten is terug te vinden in alle versies. Daarnaast kan het recept worden uitgebreid met extra ingrediënten.

## Ingrediënten
Een salade niçoise bevat meestal rauwe groenten, tonijn, ansjovis, olijven, knoflook, gekookte eieren, uien en olijfolie. Afhankelijk van de streek en de kok kan de salade ook andere ingrediënten bevatten, zoals sperziebonen, groene kruiden, kappertjes, kropsla, verschillende soorten bonen en artisjokken.

## Varianten
De salade wordt aan de Côte d'Azur – en eigenlijk wereldwijd – gegeten en veel streken, dorpen, families en koks hebben hun eigen versie. Sommigen vinden het een doodzonde om aardappels toe te voegen, terwijl anderen juist vinden dat een salade zonder aardappels geen salade niçoise kan zijn. Soms bevat de salade alleen rauwe groenten, ansjovis en olijven, terwijl ze ook uitgebreid - en veel voedzamer - met bonen, aardappelen of zelfs rijst geserveerd kan worden. Er is geen recept en salade niçoise is geen beschermde naam, dus iedere kok mag zelf weten hoe de salade wordt klaargemaakt.
Een pan bagnat is een sandwich met daarin dezelfde ingrediënten als de salade niçoise.